# عوامل نمو الأرومة الليفية
عوامل نمو الأرومة الليفية (بالإنجليزية: Fibroblast growth factors)‏ هي عائلة من 20 بروتين ترمز من FGF1 إلى FGF20 لها عدة تأثيرات حيث تحفز الانقسام الفتيلي، الجذب الكيميائي، وتحرض الاستجابة وعائية المنشأ ومعظمها تحفز نمو وتمايز الأرومة الليفية.
لقد تمت الموافقة على الاستعمال الدوائي فقط لعامل النمو السابع FGF7 وهو عامل نمو الخلية الكيراتينية خلية كيراتينية والذي يؤدي بشكل أساسي لتمايز ونمو الخلايا الظهارية.
باليفرمين هو الاسم التجاري لعامل نمو الخلايا الكيراتينية المؤشب المنتج بواسطة E.COLI، حيت أظهرت التجارب السريرية فعالية استخدامه لتقليل حدثية ومدة الإصابة بالتهاب المخاطيات الفموي لدى المرضى السرطان الخاضعين لمعالجة مثبطة للنقي.

## المستقبل
تتكون عائلة مستقبلات عامل نمو الأرومة الليفية في الثدييات من 4 أعضاء اساسية وهي، FGFR1 ، و FGFR2 ، و FGFR3 ، و FGFR4. ويتالف المسقبل من عدة نطاقات ثلاثة منهامن نوع الغلوبولين المناعي خارج الخلية (D1-D3) ، ومجال عبر الغشاء ومجال داخل خلوي من نوع تيروزين كيناز. القسم خارج الخلوي يرتبط مع عوامل النمو الارومية الليفية ويفعل سبل الإشارة الخلوية.

## طالع أيضًا
- عامل نمو الأرومة الليفية الحمضي
- عامل نمو الأرومة الليفية القاعدي